# NGC 422
NGC 422 è un ammasso aperto situato nella costellazione del Tucano.
Fu scoperto il 21 settembre 1835 da John Herschel. John Louis Emil Dreyer lo descrisse come "molto debole (nella Nubecular Minor)". Secondo DeLisle Stewart consisteva in "solo 3 stelle estremamente deboli e ravvicinate"